# Pumpin' Dolls
Pumpin' Dolls fue un dúo de remixers musicales españoles, formado por el músico Juan Belmonte (Alicante – 1967) y el experto en marketing Abel Arana. Colaboraron con múltiples estrellas de la música española e internacional entre julio de 1997 y julio de 2005, momento en que el dúo se disolvió y sus componentes emprendieron carreras por separado.

## Ritmo frenético
A mediados de la década de 1990 el productor musical alicantino Juan Belmonte gozaba ya de una creciente experiencia como creador de remixes bailables para cantantes españoles y. Así mismo produjo y arregló varios éxitos dance valencianos y realizó como disc-jockey un acertado megamix para Michael Jackson. Pero fue en 1997 cuando firmó su primer gran éxito internacional: el álbum Palabra de mujer de Mónica Naranjo, del cual fue uno de los arreglistas en los temas dance.
A raíz de aquel éxito, Juan Belmonte conoció y se asoció con Abel Arana, experto en marketing, para formar el dúo Pumpin' Dolls. Tal alianza permitió ofrecer a la música pop española una alternativa atrevida y sagazmente comercial en cuanto a remezclas y demás adaptaciones musicales en clave dance, especialmente con influencias disco y latinas. Hasta entonces era bastante habitual en España recurrir a profesionales extranjeros para las remezclas de cierta complejidad, desde 1997, Pumpin’ Dolls se convirtieron en los productores referencia para este tipo de producciones.
El dúo eligió como base de operaciones un piso de la popular calle Montera de Madrid, que se fue equipando con instrumentos y accesorios tecnológicos a medida que se sucedían los éxitos (y los ingresos económicos). La filosofía de Pumpin' Dolls era «no escatimar en gastos» y mejorar sus medios para poder ofrecer un trabajo a las compañías discográficas que fuese comparable al de productores extranjeros.
El dúo remezcló por encargo temas de muchos astros españoles como Ana Torroja, Mónica Naranjo  ), Miguel Bosé, Marta Sánchez, Fangoria, Azúcar Moreno...y llegó al mercado internacional, con trabajos para Mike Oldfield, Blue, TLC (Unpretty, número uno en la lista Billboard), Whitney Houston, Kylie Minogue, Christopher Cross, Carlos Santana y su Maria Maria, número uno en la lista Billboard, A-ha, Amanda Lear y Cher, cuyo éxito Strong Enough llevaron a las pistas de baile de medio planeta y convirtieron en número uno en la lista Billboard.
Paralelamente, Pumpin' Dolls se adentraron en la ardua labor de elaboración de álbumes completos; debutaron en este campo con Explosión de La Tata y lanzaron posteriormente el debut de la cantante Coral (quien en 2005 ganaría el Festival de Benidorm) y el álbum Desnúdame (2003) de Gloria Ríos.
Otro de sus proyectos más audaces fue la recuperación de algunos éxitos de Isabel Pantoja transformándolos en versiones bailables. Reivindicando el poderío vocal y expresivo de la Pantoja, los Pumpin' Dolls plantearon un tipo de «actualización» de sus canciones que ya era común para divas extranjeras, pero casi una «herejía» para la tradición folklórica y melódica en España. Tras las reticencias iniciales de muchos, el álbum Isabel Pantoja by Pumpin' Dolls vio la luz y quedó como disco de culto.
Finalmente, en el verano de 2005 Abel Arana decidió disolver Pumpin' Dolls y emprender carreras por separado. Juan Belmonte publicó dos álbumes en solitario y, tras remezclar varios singles del álbum Tarántula de Mónica Naranjo, y producir los álbumes de despedida de Flores Raras y Manolo Tena, decide retirarse del mundo de la música y actualmente trabaja como director de marketing y creatividad de un grupo de empresas, como afirmó al medio valenciano Blue Music en una entrevista, mientras que Arana ha publicado cuatro novelas, compaginando esto con su trabajo en TV (Las mañanas de cuatro, Fashion Tv, La Noria) y la presentación de su programa de radio "El show de Abel Arana" en Happy Fm además de publicar un blog "La columna de Abel Arana" que cuenta con más de 200.000 lectores al mes y se puede leer en http://abelaranamedia.blogspot.com.es. Casi alejado por completo del negocio musical, Abel Arana ha compuesto dos canciones del último álbum de Lanka, titulado "Fénix" y compone habitualmente temas con djs como Javi Reina y club singers como Marta Carlim. 
En una entrevista con la página web de Mónica Naranjo, Arana reveló que en el momento de disolución, el dúo estaba preparando un álbum completo de Pumpin' Dolls como artistas; un trabajo que permanece inédito y que se iba a llamar "Never 2 Late".

## Discografía completa
- Desátame Remixes - Mónica Naranjo (Epic) Remixes. N.º 2 A.F.Y.V.E.
- Mónica Naranjo Remixes - Mónica Naranjo (Epic) Remixes. N.º 3 A.F.Y.V.E.
- Como Sueñan Las Sirenas - Ana Torroja (BMG - Ariola) Remixes. N.º 1 A.F.Y.V.E.
- River Of Dreams - Matt Bianco (Sagliocco Records,S.L.-EMI Odeon, S.A.) Remixes.
- Bombón De Chocolate - Hector Dona (Sagliocco Records,S.L.-EMI Odeon, S.A.) Remixes.
- Altered Dreams - Chemistry (Virgin) Remix.
- Love And Hapiness - Second Floor (Rossiter Road - Alta Tensione) Remix.
- My Sweetheart - Rashaan Patterson (MCA - Universal) Remix y Radio Edit.
- No Tengo Dinero - The Umbrelos (Virgin) Remix y Radio Edit. N.º 6 A.F.Y.V.E.
- Un Hombre De Verdad Alaska y Dinarama (Hispavox) Remix y Radio Edit.
- En Mi Prisión - Fangoria (Hispavox) Remix y Radio Edit.
- Tirame Un Beso - Irene y Chelo (Polygram) Remixes.
- Corazón Salvaje - Marcela Morelo (BMG Ariola Argentina S.A. - RCA) Remix y Radio Edit. N.º 6 A.F.Y.V.E.
- La Fuerza Del Engaño - Marcela Morelo (BMG Ariola Argentina S.A. - RCA) Remix y Radio Edit. N.º 7 A.F.Y.V.E.
- La Mer - Miguel Bosé (WEA) Remix y Radio Edit.
- Manantial & Marcela's Tender Medley - Marcela Morelo (BMG Ariola Argentina S.A. - RCA) Remix, Radio Edit & Megamix.
- Aun No Quiero Enamorarme - Lydia (Warner Music) Remix y Radio Edit.
- Boogie Mi Vista - Matt Bianco (Sagliocco Records S.L. - JVC Japan) Remix y Radio Edit.
- Amor Verdadero - So Pra Contrariar (RCA Brasil) Remixes.
- Reflejo (BSO Disney's MULAN) - Malú (Walt Disney Records) Producción.
- Nur Lain (Habibi) - Hakim (Sony Music) Remixes.
- Fotonovela - Pumpin' Dolls Presentan Ramses (Blanco y Negro Music) Producción y Remixes.
- Bongo Fever - Pumpin' Dolls Presentan Ramses (Blanco y Negro Music) Producción, composición y arreglos.
- Strong Enough - Cher (Warner Music) Remixes. N.º 1 A.F.Y.V.E., N.º 1 BILLBOARD USA
- De Tu Amor - Natalia Oreiro (BMG - Ariola Argentina) Remixes.
- Cambio Dolor - Natalia Oreiro (BMG - Ariola Argentina) Remix y Radio Edit.
- Probe Miguel - Triana Pura (Ed. Senador - Flamenco & Duende) Remix y Radio Edit.
- Gozar O Morir - Antonio Carbonell (Sagliocco Records S.L. - EMI Odeon, S.A.) Remixes.
- Unpretty - TLC (BMG - LaFace Records) Remix y Radio Edit. N.º 2 BILLBOARD USA, N.º 1 AUSTRALIA
- Explosión - La Tata - Album (Pep's Records S.L.) Producción, composición y arreglos.
- Hacer Por Hacer - Miguel Bosé (WEA) Remix y Radio Edit.
- Jerusalem - Solyma (RCA France) Remix y Radio Edit.
- Tormento De Amor - Marcela Morelo (BMG Ariola Argentina S.A. - RCA) Remix y Radio Edit. N.º 4 A.F.Y.V.E.
- Para Toda La Vida - Marcela Morelo (BMG Ariola Argentina S.A. - RCA) Remix y Radio Edit. N.º 4 A.F.Y.V.E.
- Más Y Más - Christian Castro (BMG Music) Remix y Radio Edit.
- Maria, Maria - Santana Feat. The Product G&B (BMG - Arista) Remixes. N.º 1 A.F.Y.V.E., N.º 1 BILLBOARD USA
- Amante bandido 2000 - Miguel Bosé (WEA) Remix y Radio Edit.
- Lascia Ch'Io Pianga - Sonia Terol (Sony - Columbia) Remixes.
- Luna Bonita - Marcela Morelo (BMG Ariola Argentina S.A. - RCA) Remix y Radio Edit.
- Sobreviviré - Mónica Naranjo (Epic) Remix, Producción Adicional y Radio Edit. N.º 1 A.F.Y.V.E.
- Ya No Te Quiero - Ana Torroja (BMG - Ariola) Remix y Radio Edit.
- San José - Azúcar Moreno (Epic) Composición.
- Casal Vive - Casal (Chrisalys) Album , producción adicional y remixes. N.º 7 A.F.Y.V.E.
- Eloise - Casal (Chrisalys) Remixes. N.º 7 A.F.Y.V.E.
- Stupid Boy - Casal (Chrisalys) Remixes. N.º 7 A.F.Y.V.E.
- Champú De Huevo - Casal (Chrisalys) Remixes. N.º 7 A.F.Y.V.E.
- Embrujada - Casal (Chrisalys) Remixes. N.º 7 A.F.Y.V.E.
- Miel En La Nevera - Casal (Chrisalys) Remixes. N.º 7 A.F.Y.V.E.
- Minor Earth Major Sky - A-Ha (WEA) Remix y Radio Edit.
- Ya No Quiero Tu Querer - José El Francés (BMG - Ariola) Remixes. N.º 1 A.F.Y.V.E.
- Vive (Gran Hermano) - Greta y Los Garbo (RCA) Producción, remix y radio edit. N.º 3 A.F.Y.V.E.
- Nena - Miguel Bosé (WEA) Remix y Radio Edit.
- Olvidalo Ya - Araque (EDEL Music S.A.) Remixes.
- Ya Se Va - José El Francés (BMG - Ariola) Remixes.
- Same Script, Different Cast - Whitney Houston feat. Deborah Cox (BMG - Arista) Remixes.
- Sol Y Luna - Fenix (EMI Odeon, S.A.) Remix y Radio Edit.
- Falsa Moral - OBK (Hispavox) Remix y Radio Edit.
- Ya No Quiero Más Sufrir - José El Francés (BMG - Ariola) Remix y Radio Edit.
- Please Stay - Kylie Minogue (EMI - Parlophone) Remix y Radio Edit.
- La Sombra Del Gigante - Eros Ramazzoti (RCA) Remix y Radio Edit.
- Rumores (Rumore) BSO El Gran Marciano - Pumpin' Dolls Feat. Catgirl (ARIOLA) Producción y arreglos.
- Conexión Química Feeling (Simbiosis) (BSO El Gran Marciano) - Pumpin' Dolls (ARIOLA) Composición, producción y arreglos.
- Lesbian Chic (BSO Amor, curiosidad, Prozac y dudas) - Pumpin' Dolls (SUBTERFUGE) Composición, producción y arreglos.
- De Carne Y Hueso - Tess (SONY - Columbia) Remixes.
- Beso A Beso (Kiss By Kiss) - Emilia (UNIVERSAL) Remixes.
- El Amor Que Me Das (Amore Mi Dai) - Paola & Chiara (SONY - COLUMBIA) Remixes.
- Marianna Mambo - Chayanne (SONY - COLUMBIA) Remix y Radio Edit. N.º 10 A.F.Y.V.E.
- Ride Like The Wind - Christopher Cross (WARNER) Remixes.
- All Right - Christopher Cross (WARNER) Remixes.
- Volverás - Coral (SONY - COLUMBIA) Composición, producción y remixes. Nº12 A.F.Y.V.E.
- Ven A Pervertirme - Malú (SONY - COLUMBIA) Remixes. N.º 4 A.F.Y.V.E.
- Lloviendo Estrellas - Cristian Castro (BMG MUSIC - RCA) Remix y Radio Edit.
- Eh, Bombón - De Ojana Ná (Chrisalys) Remix y Radio Edit.
- Te Dejo Madrid - Shakira (SONY - COLUMBIA) Remix y Radio Edit.
- Fan Club - Pumpin' Dolls - Sintonía (40 Principales) Coautoría, producción y arreglos.
- I Just Wanna Dance Again - Amanda Lear (LE MARAIS PROD.) Remix y Radio Edit.
- Coral - Coral - Album (SONY - COLUMBIA) Producción, composición y arreglos.
- Sereno - Miguel Bosé (WEA) Remixes
- Lágrimas De Cristal - Coral (SONY - COLUMBIA) Composición, producción y remixes.
- To Be Free - Mike Oldfield (WARNER) Remixes. N.º 3 A.F.Y.V.E.
- Uno Quiere - Daniel Andrea (WEA) Remixes.
- Vuelve El Amor - La Unión (Warner Music) Remixes.
- Nadie Como Tu - Shalim (SUNNYLUNA - GRAN VIA) Remixes. N.º 1 A.F.Y.V.E.
- Soy Yo - Marta Sánchez (MUXXIC RECORDS, S.A.) Remixes. N.º 2 A.F.Y.V.E.
- Gitana - Shalim (SUNNYLUNA - GRAN VIA) Remixes.
- Thou Art In Heaven Mike Oldfield (WARNER) Remixes. Nº17 A.F.Y.V.E.
- Tormenta - Coral (SONY - COLUMBIA) Composición y producción.
- So Be Son - Miami Sound Machine (SUNNYLUNA - GRAN VIA) Remixes. N.º 6 A.F.Y.V.E.
- Quítame Ese Hombre - Pilar Montenegro (GRAN VIA MUSICAL) Remixes.
- No Te Quiero Más - Marta Sánchez (MUXXIC RECORDS, S.A.) Remixes.
- Desnúdame - Gloria G - Album (EDICIONES MUSICALES HORUS, S.A.) Producción, composición y arreglos.
- Supersexual - Blue (VIRGIN) Remix y Radio Edit. N.º 3 A.F.Y.V.E.
- Quiéreme Otra Vez - OBK (EMI - Hispavox) Remix y Radio Edit. N.º 5 A.F.Y.V.E.
- Baila En El Sol - Gloria G - Promo (EDICIONES MUSICALES HORUS, S.A.)Producción, composición y arreglos.
- Baila En El Sol Remixes - Gloria G - CD Maxi (EDICIONES MUSICALES HORUS, S.A.)Producción, composición y arreglos.
- Se Me Va La Vida - Pastora Soler (EMI Odeón S.A.) Remix y Radio Edit.
- Tinto De Verano - Los Chunguitos (PRODUCCIONES AR, S.L.) Remixes y producción adicional.
- Hold Me Tight - Tose (Pendiente) Producción y arreglos.
- If You Leave Me - Tose (Pendiente) Producción, composición y arreglos.
- Baby I'm In Love (Alguien Real) Thalia (VIRGIN) Remixes.
- Hechicera - Malú (SONY - COLUMBIA) Remix y Radio Edit.
- Otro Lugar - Gloria G - Promo (EDICIONES MUSICALES HORUS, S.A.) Producción, composición y arreglos.
- En Tu Cruz Me Clavaste - Chenoa (BMG - Vale Music) Remixes. N.º 4 A.F.Y.V.E.
- Nos Vamos A La Cama - Los Lunnis (SONY - COLUMBIA) Remixes. N.º 3 A.F.Y.V.E.
- Sobreviviré - Azúcar Moreno (Epic) Remixes.
- Bring Back The Music - Mai Tai (Five Star Records - Multidisk) Producción y Arreglos.
- Dame - Chenoa (BMG - Vale Music) Remixes.
- Malas Tentaciones - Malú (Sony Music - Pep's Records) Composición.
- Me Sobra La Fe - José El Francés (BMG - Ariola) Remixes.
- Cómo Ronea - Las Chuches (BMG - Ariola) Remixes.
- Mujer Seducida - Maria Conchita Alonso (Pendiente) Producción y arreglos.
- Soy Diferente - Malena Grácia (Vale Music) Composición.
- Ronea Rap - Las Chuches y Junior (BMG - Ariola) Producción, arreglos y remixes.
- Ay Ay Ay - Hijas Del Sol (BMG) Remixes.
- La Cucaracha - Sasha (V2) Remix y Radio Edit.
- El Marío De La Cannissera - Rakel Winchester (Universal Music S.A.) Remixes.
- Que Lloro - Sin Bandera (SONY - COLUMBIA) Remixes.
- Serpiente Con Tacón - Lorca (Malas Compañías, S.L.) Remixes.
- Sueños Inalcanzables - Camela (PRODUCCIONES AR, S.L.) Remixes.
- Me Sabe A Humo - Los Chunguitos con Danielo Emsi (PRODUCCIONES AR, S.L.) Producción y arreglos.
- Isabel Pantoja By Pumpin' Dolls - Isabel Pantoja - Album (SONY - BMG) Remezclas y procucción adicional.
- Flash - La Prohibida (Susurrando - V2) Remix y Radio Edit.
- Bama Lama Bama Loo - Little Richard (Sony ATV Music Publishing Spain S.A.) Remixes.
- Little Richard Megamix - Little Richard (Sony ATV Music Publishing Spain S.A.) Megamixes.
- Eres Un Enfermo - Las Supremas De Móstoles (eVolution - EMI) Remixes.
- Libre - Nino Bravo (Universal Music S.A.) Remix.
- América América - Nino Bravo (Universal Music S.A.) Remix.
- Soy Diferente - Gloria Ríos - Promo (UNIVERSAL) Producción, composición y arreglos.
- Libre - Gloria Ríos - Album (UNIVERSAL) Producción, composición y arreglos.
- Desafíame, El Deseo es un Volcán, Fuego - Gloria Ríos - Promo (UNIVERSAL) Producción, Arreglos.

## Artículos publicados sobre Juan Belmonte
- En el periódico Levante Digital, el viernes 27 de marzo de 2009, en el blog Blue Music, por Jorge Morcillo.[1]

## Artículos publicados sobre Abel Arana
http://trumanfactor.com/2010/entrevista-abel-arana/
http://sufridores-en-casa.blogs.teleprograma.tv/tag/abel-arana/ (enlace roto disponible en Internet Archive; véase el historial, la primera versión y la última).
http://www.telecinco.es/lanoria/2011/entrevistas/Abel-Arana-quiere-Marinas-Talisman_3_1499880013.html Archivado el 21 de noviembre de 2011 en Wayback Machine.
http://mninfo.blogspot.com.es/2010/07/extra-entrevistamos-abel-arana.html
https://archive.today/20121227202911/elojodeunlince.blogspot.com.es/2012/02/abel-arana-nunca-hubiera-hecho-la.html
http://www.formulatv.com/noticias/23239/crisis-publicitaria-la-noria-cobra-nueva-victima-abel-arana/
http://gentlemancavaliereblog.blogspot.com.es/2010/06/entrevista-abel-arana.html
http://juanramonvillanueva.com/2010/11/19/abel-arana-nada-mas-que-carino-abel-arana-nothing-but-love/
http://confesionestiradoenlapistadebaile.blogspot.com.es/2012/01/abel-arana-prefiero-una-amiga-monja-que.html
https://web.archive.org/web/20120627012423/http://www.estanochegay.com/2010/01/abel-arana-la-vida-en-un-sitio-como-chueca-no-es-nada-normal/
https://archive.today/20121218014117/elblogdelbonvivant.blogspot.com.es/2010/10/abel-arana.html
http://www.eurovision-spain.com/iphp/noticia.php?numero=6324
http://entrevistastuescritor.blogspot.com.es/p/entrevista-abel-arana.html
http://libros.universogay.com/abel-arana-baja-el-telon-de-historias-de-chueca__09122010.html Archivado el 13 de septiembre de 2013 en Wayback Machine.